# Thyone inermis
Thyone inermis is een zeekomkommer uit de familie Phyllophoridae.
De wetenschappelijke naam van de soort werd in 1868 gepubliceerd door C. Heller.